# Rolls-Royce Cullinan
Rolls-Royce Cullinan är en SUV, tillverkad av den brittiska biltillverkaren Rolls-Royce sedan 2018.
Bilen har namn efter Cullinandiamanten. Den delar aluminiumstrukturen och motorn med Phantom VIII-modellen. Cullinan är Rolls-Royces första fyrhjulsdrivna bilmodell och priset startar på 250 000 GBP.